# Аббевилл (Алабама)
А́ббевилл (англ. Abbeville) — город, административный центр округа Генри, штат Алабама. Население по переписи 2020 года — 2358 человек.

## География
Находится в 132 км к юго-востоку от административного центра штата, города Монтгомери. По данным Бюро переписи США, общая площадь города равняется 40,37 км², из которых 40,26 км² составляет суша и 0,11 км² — водные объекты (0,27 %). В черте города расположен муниципальный аэропорт.

## История
До прибытия белых поселенцев земли, на которых ныне расположен город, находились во владении криков. Округ Генри был основан в 1819 году, а Аббевилл стал одним из первых его городов. В 1833 году наделён статусом административного центра. В том же году здесь же возвели бревенчатое здание суда. В 1853 году произошла  инкорпорация города. В начале XX века экономика Аббевилла развивалась преимущественно за счёт сельского хозяйства. Нашествие жука-долгоносика заставило местных фермеров, выращивавших хлопок, перейти на возделывание других культур. Как и в остальной части региона Вайрграсс, популярность приобрёл арахис, который и в настоящее время занимает особое место в экономике города; другие культуры, включая кукурузу и овощи, также пользуются популярностью у местных фермеров.

## Население
| Год переписи                    | Нас. |  | %±     |
| ------------------------------- | ---- |  | ------ |
| 1850                            | 300  |  | —      |
| 1890                            | 465  |  | 55%    |
| 1900                            | 889  |  | 91,2%  |
| 1910                            | 1141 |  | 28,3%  |
| 1920                            | 1267 |  | 11%    |
| 1930                            | 2047 |  | 61,6%  |
| 1940                            | 2080 |  | 1,6%   |
| 1950                            | 2162 |  | 3,9%   |
| 1960                            | 2524 |  | 16,7%  |
| 1970                            | 2996 |  | 18,7%  |
| 1980                            | 3155 |  | 5,3%   |
| 1990                            | 3173 |  | 0,6%   |
| 2000                            | 2987 |  | −5,9%  |
| 2010                            | 2688 |  | −10%   |
| 2020                            | 2358 |  | −12,3% |
| 1850–2020 U.S. Decennial Census |      |  |        |

По переписи населения 2020 года, в городе проживало 2358 жителей. Плотность населения — 58,57 чел. на один квадратный километр. Расовый состав населения: белые — 49,07 %, чёрные или афроамериканцы — 43,85 %, испаноязычные или латиноамериканцы — 2,84 % и представители других рас — 4,24 %.

## Экономика
По данным переписи 2020 года, средний годичный доход домохозяйства составляет 41 500 долларов, что на 19,75 % ниже среднего уровня по округу и на 20,25 % ниже среднего по штату. Доля населения, находящегося за чертой бедности, — 22,1 %.

## Образование
Школы города являются частью системы образования округа Генри. В городе находятся одна начальная и две средние школы, в которых обучается порядка 1300 учащихся и работают 83 учителя.

## Культура и достопримечательности
В городе расположено несколько исторических зданий, в их числе методистская церковь Аббевилла (1896), кладбище Аббевилла (1841), дом Кеннеди (ок. 1870 года), особняк Кленденина (ок. 1882 года) и дом губернатора Алабамы Уильяма Оутса.
Ежегодно в мае в городе празднуется День Ятта Абба, в рамках которого проводятся мероприятия по декоративно-прикладному искусству. В декабре в Аббевилле проходит рождественский парад.

## Галерея

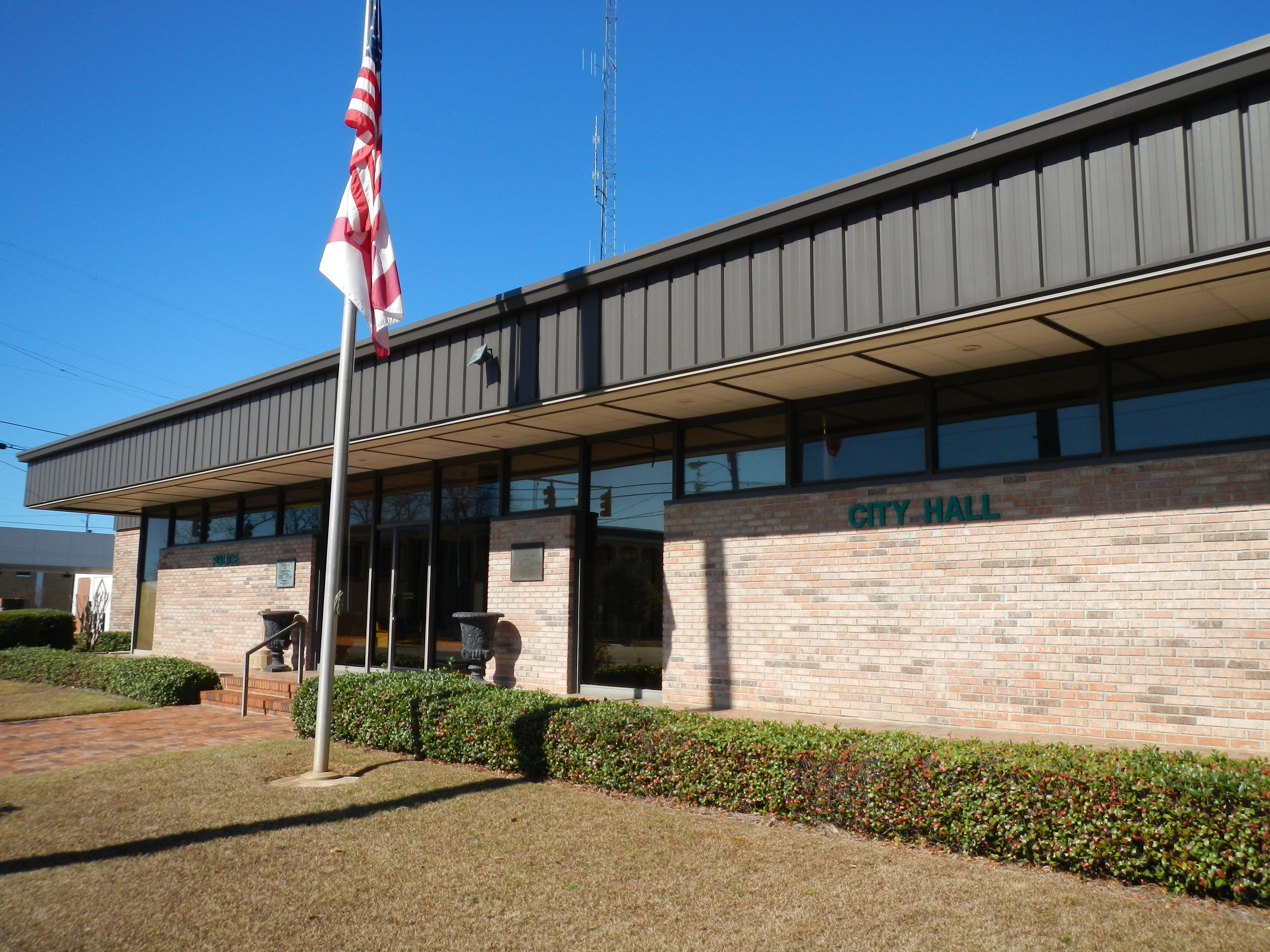
Мэрия
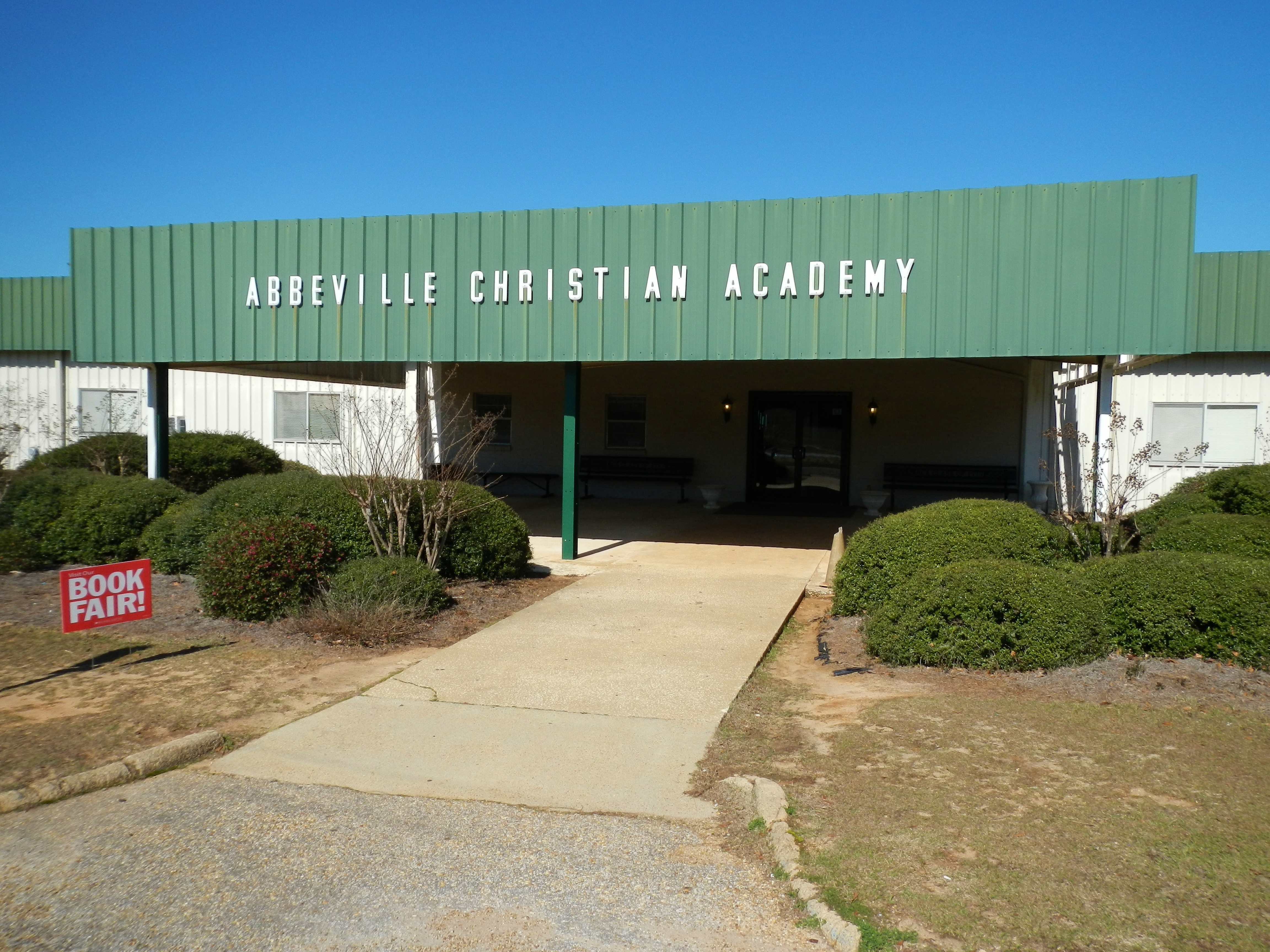
Христианская академия
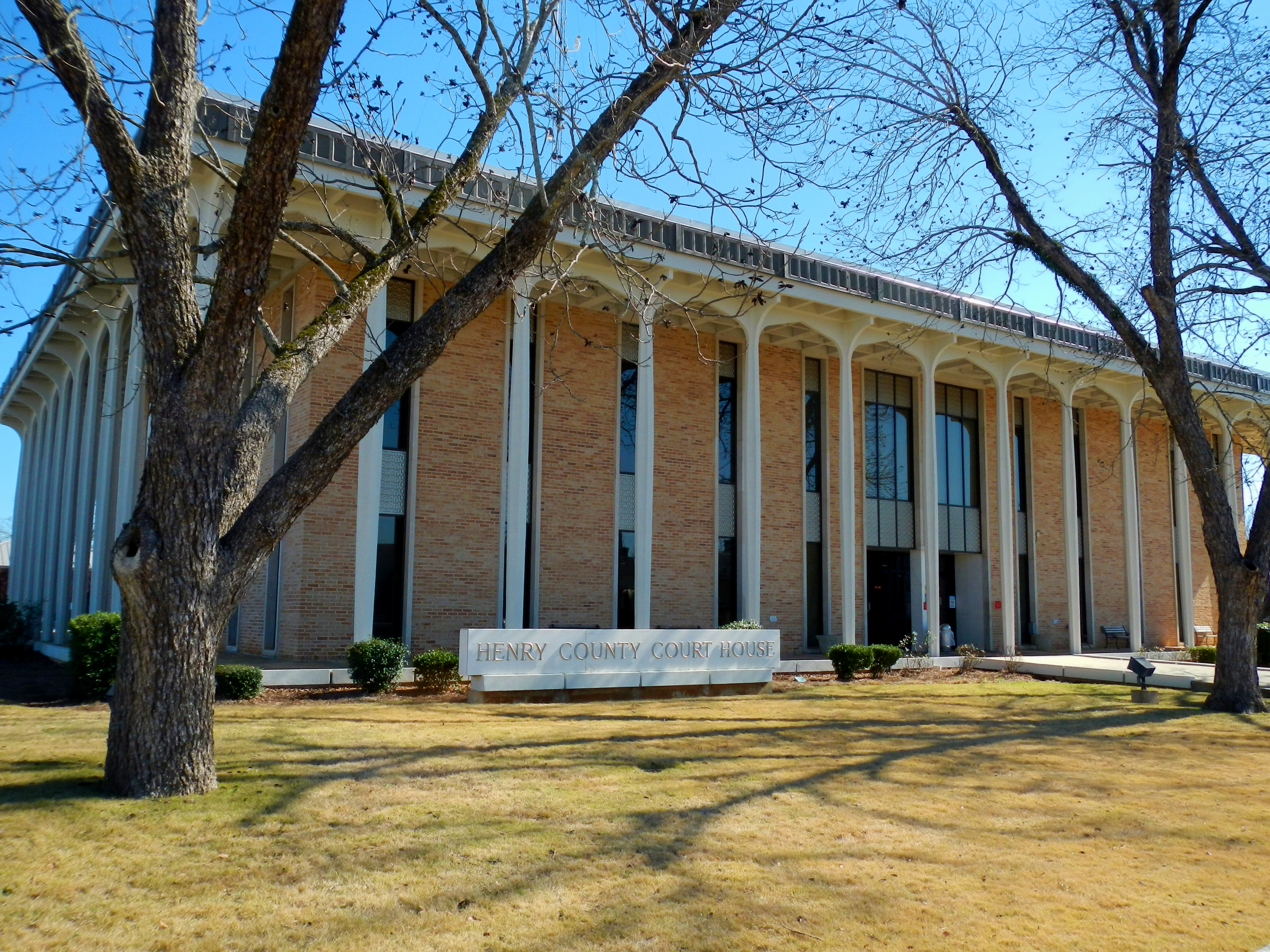
Окружной суд
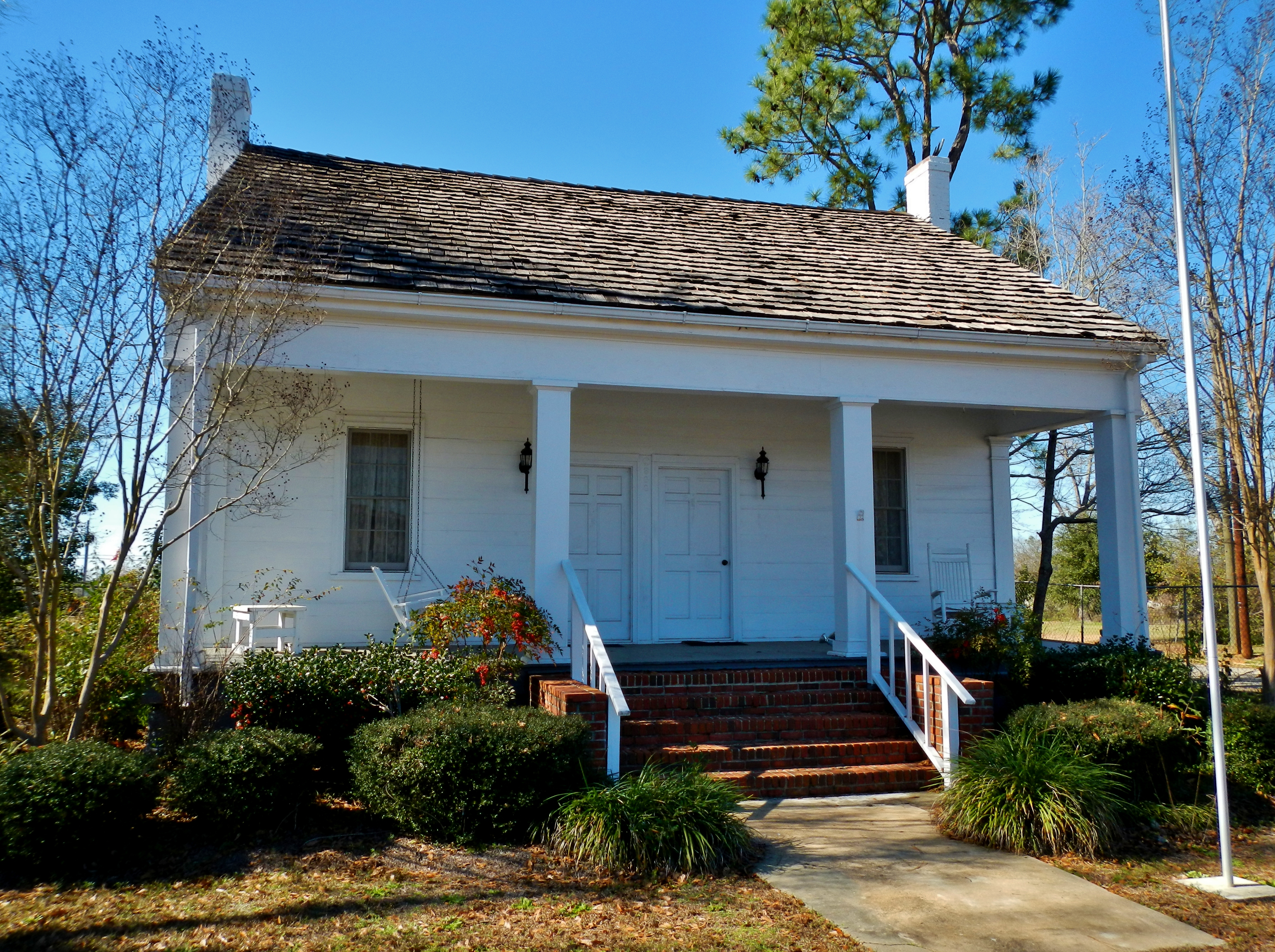
Дом Кеннеди[англ.]
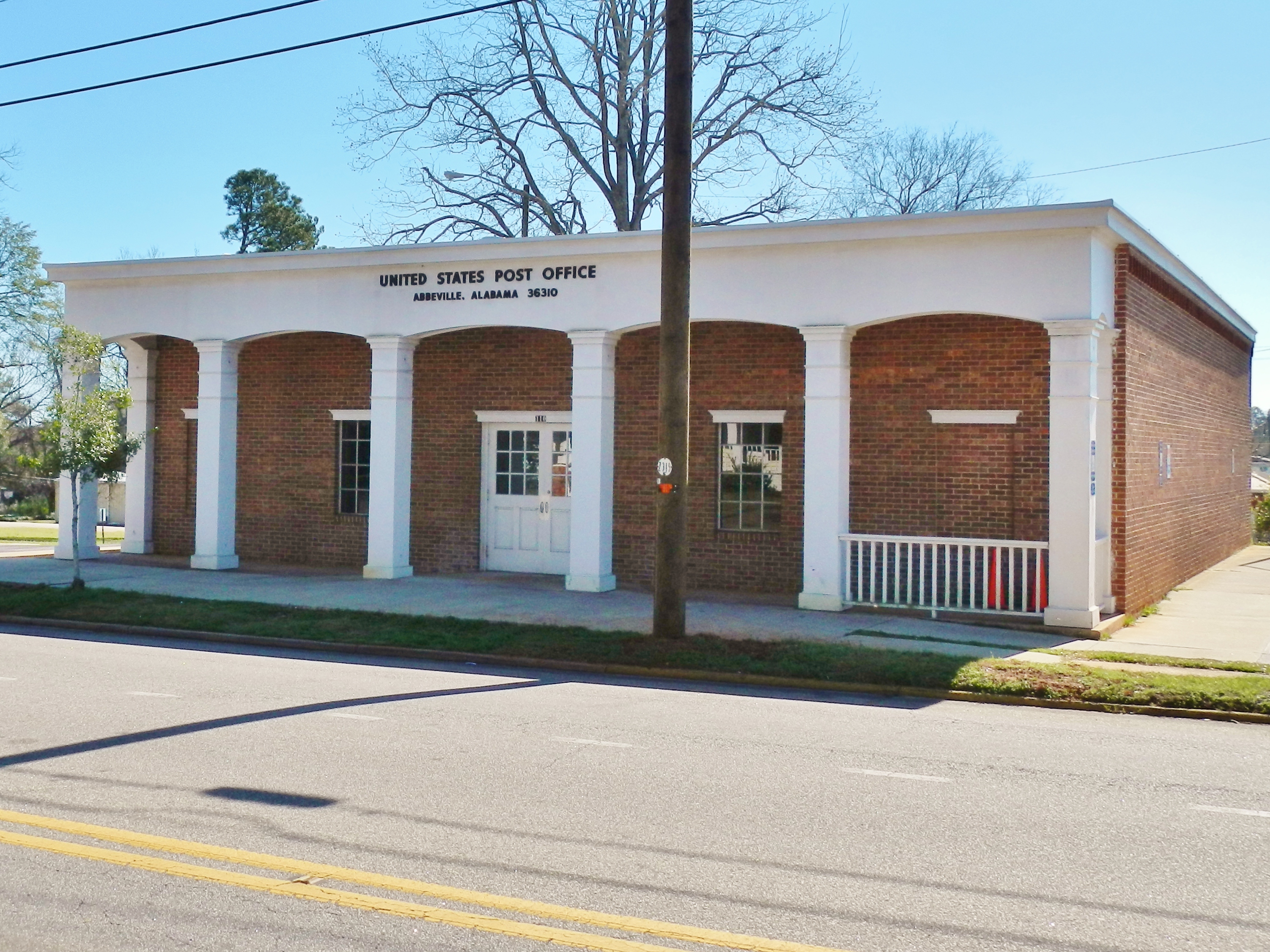
Почтовое отделение